# معركة ملاذكرد (1054)
حصار ملاذكرد أو معركة ملاذكرد الأولى هي مواجهة استمرت لمدة شهر بين الحامية البيزنطية بقيادة باسيل أبوكابيس والقوات السلجوقية تحت قيادة طغرل بك عام 1054. وانتهت بهزيمة وتراجع الجيش السلجوقي. كانت إحدى معارك الحروب السلجوقية البيزنطية.

## خلفية المعركة
في عام 1048، وقع أول غزو سلجوقي رئيسي تحت قيادة إبراهيم تبال داخل الإمبراطورية البيزنطية. بعد تدمير ونهب مدينة أردين، واجه الأتراك الجيش الروماني الجورجي في معركة كابترون وتم صد هجوم الأتراك لكنهم تمكنوا من العودة مع الأسرى والغنائم. نظرا لانشغال السلاجقة بالحرب -على جانبين- في بلاد الرافدين ضد البويهيين، وشمالا في مواجهة مع البجناك، ساد الهدوء لفترة وجيزة في البلقان.

## مسار الأحداث
على الرغم من أن السلام النسبي قد ساد بين البلدين منذ حملة تبال، إلا أن طغرل بك لم يشعر بالثقة في سيطرته على المناطق المجاورة للإمبراطورية. في مناطق الشمال الغربي. في إيران والأراضي المحيطة بتبريز، بالإضافة إلى قوات تبال، استقرت القبائل البدوية التركمانية، التي لم تسمح لأي شخص بالحصول على السلطة إلا أنفسهم. على ما يبدو، لهذه الأسباب، وفي حاجة إلى تركمان للقتال من أجل بغداد، بدأت طغرل بك في 1054 حملة جديدة ضد أرمينيا التي كانت تسيطر عليها الرومان. اصطف جيش طغرل بك في أربعة كتائب؛ توجه ثلاثة منهم إلى وسط وشمال أرمينيا، وتوجه واحد بقيادة طغرل بك نفسه إلى بحيرة وان. هنا، في المنطقة الواقعة شمال بحيرة طغرل بك، استولى على بلدتي بيركري وأردشيتش. بعد ذلك توجه جيشه إلى مدينة ملاذكرد الإستراتيجية التي فتحت الطريق إلى أعماق الأناضول.
تم وصف الأحداث اللاحقة من قبل المؤرخ الأرميني ماثيو من الرها. وقد شبه أعداد السلاجقة كالرمال في البحر التي هاجم المدينة مثل ثعبان مليء بغضب. كان المدافعون عن ملاذكرد نصف جورجيين ونصف أرمن تحت قيادة فاسيل أبوكاب؛ كان عدد كبير من السكان من الأرمن. أمر طغرل بك بإجراء حفر أنفاق تحت الجدار الغربي للمدينة، لكن أبوكاب هاجم هجومًا مضادًا، ونتيجة لذلك تم القبض على عمال الحفر السلاجقة، بما في ذلك عم طغرل بك. من أجل إضعاف معنويات العدو وتحفيز جنوده، أمر القائد البيزنطي بقتل جميع الأسرى على أسوار المدينة على مرأى من الجيش السلجوقي. غضب طغرل بك من هذا الاغتيال، فأرسل إلى مدينة باجش (الآن بدليس)، خلف منجنيق كبير تركه هناك الإمبراطور باسيل الثاني قبل ثلاثين عامًا. بعد أن بدأت المنجنيق في قصف ملاذكرد، بدأ أحد الكهنة في المدينة في بناء منجنيق خاص به، والذي يمكن أن يدمر منجنيق باسيل. لحسن حظ المحاصرين، دمرت الطلقة الأولى للآلة التي صنعوها الجزء الأمامي من المنجنيق الذي استخدمه السلاجقة. على الرغم من هذا النجاح، تمكن السلاجقة من بناء هياكل دفاعية لها ومواصلة قصف المدينة. إدراكًا منه للخطر والتدمير التدريجي للجدران، بدأ أبوكاب في البحث عن متطوع لدخول معسكر العدو. تم الرد على طلبه من قبل «فرنك» ، الذي غادر المدينة تحت ستار سفير، بحرف في نهاية الرمح، ظهر يوم الأحد، عندما كان كلا الجيشين مستريحين في الغالب، مختبئين من الشمس. اقترب من الآلة المعدنية، وأخرج من عباءة الأواني المعدة مسبقًا بخليط حارق، وأشعل النار في المنجنيق من عدة جوانب، وتمكن من العودة سالماً إلى المدينة.
بعد تدمير المنجنيق، استأنف السلاجقة أعمال الحفر تحت أسوار المدينة من اتجاهات مختلفة، لكن الرومان أوقفوهم في كل مكان ورفضوهم. أفاد أحد المؤرخين بوجود جاسوس بيزنطي أعطى الإشارات اللازمة بالسهام لمن كان في المدينة، مما يفسر فعالية إجراءاتهم الدفاعية. بعد شهر من الحصار، انسحب طغرل بك من ملاذكرد.
بعد سبعة عشر عامًا، حقق الأتراك نجاحًا أكبر ضد رومانوس ديوجينيس تحت قيادة ألب أرسلان في نفس المكان، حيث سقطت المدينة مع الهزيمة البيزنطية الشهيرة عام 1071.